# Abbaye de la Boissière
L'abbaye de la Boissière est une ancienne abbaye devenue cistercienne fondée en 1131 en Anjou sur le territoire de la commune de Dénezé-sous-le-Lude, dans la région du Baugeois. Elle intègre le mouvement cistercien en 1147 par l'apport des abbayes de l'ordre de Savigny et est rattachée à l'abbaye de Cîteaux.
Le chœur de l'église date du XIIe siècle. L'abbaye possède une abside semi-circulaire avec cinq fenêtres et un autel du XVIIe siècle désaffecté après la Révolution française de 1789. Les deux galeries subsistantes du cloître ont été détruites en 1795. Des ruines demeurent, de deux chapelles rectangulaires, d'un transept ouvert et de trois ouvertures de style gothique. La chapelle renfermant autrefois les reliques de la Vraie Croix, datant de 1246 toujours conservées à Baugé, est en limite de l'ancienne clôture pour permettre aux pèlerins de l'honorer. La chapelle possède une voûte angevine complexe à liernes et tiercerons. 
Les bâtiments conventuels sont entièrement reconstruits au XVIIIe siècle. 

## Histoire
L'abbaye est fondée en 1131 au fond d'une petite vallée que traverse la rivière de la Marconne. Elle est dépendante de l'abbaye de Savigny, du diocèse d'Avranches. En 1148, lors du concile de Reims, l'abbé Serlo l'abandonne à l'abbaye de Cîteaux. En 1190, alors qu'il est sur le point de s'embarquer à Marseille pour la troisième croisade, Richard Cœur de Lion fait une donation à l'abbaye. Grâce aux donations, la construction de l'église abbatiale débute à la fin du XIIe siècle. Elle est consacrée le 26 mai 1212 par l'évêque Guillaume de Beaumont.
En 1241, Jean d'Alluye, seigneur de Chasteaux et de Saint-Christophe, est en Crète à la suite de la croisade de 1239. Il y reçoit de la part de l'évêque de Hierapetra, Thomas, un morceau de la Vraie Croix. À son retour en France, Jean d'Alluye décide de vendre la relique pour 533 livres tournois à l'abbaye de la Boissière et fonde trois lampes qui doivent briller jour et nuit en face de la relique. La relique de la Vraie Croix va désormais attirer de nombreux fidèles et pèlerins. Une chapelle sera spécialement construite pour la relique à l'entrée de l'abbaye.
En 1357, alors que la guerre de Cent Ans fait rage, des bandes de Tard-Venus associés à des troupes anglaises, s'emparent de l'abbaye de Louroux et la pillent. Les religieux de la Boissière, redoutant le même sort, décident de mettre en sécurité la relique de la Vraie Croix et la confient à deux religieux jacobins d'Angers. En 1359, le duc d'Anjou Louis Ier la fait déposer dans la chapelle du château d'Angers. Elle y reste jusqu'en 1388. En 1399, elle y revient, déposée par Louis II d'Anjou, et fera alors partie du trésor de la nouvelle chapelle reconstruite par Yolande d'Aragon dès 1405. La Vraie Croix y est exposée dès 1412, et, elle est même représentée sur la clé de la troisième voûte de cette chapelle. En 1428, l'abbaye de la Boissière est pillée par les Anglais, qui détruisent le chartrier et une partie des bâtiments. À la fin de guerre de Cent Ans, quatorze religieux subsistent à l'abbaye et obtiennent du pape des indulgences entre 1456 et 1476 afin de pouvoir réparer les destructions. En 1456, la relique de la Vraie Croix est rapportée dans l'abbaye, où elle reste jusqu'à la Révolution.
Au début du XVIe siècle, l'abbaye tombe en commende. Seuls quatre religieux s'y trouvent lors de la Révolution et demandent à quitter l'abbaye. Le 30 septembre 1790, la relique est transportée dans la sacristie de l'église de Baugé, puis à l'hospice des Incurables, où elle se trouve toujours de nos jours. Les archives de l'abbaye, peu considérables, sont conservées à la Bibliothèque nationale, et des archives concernant l'abbaye se trouvent aux Archives départementales de Maine-et-Loire.
La chapelle de la Vraie Croix fait l’objet d’un classement au titre des monuments historiques depuis le 27 mars 1923. L'abside de l'ancienne église abbatiale fait l’objet d’une inscription au titre des monuments historiques depuis le 20 juin 1928. Les façades et toitures des bâtiments conventuels font l’objet d’une inscription au titre des monuments historiques depuis le 20 octobre 1954.

## Filiation et dépendances
La Boissière est fille de l'abbaye de Savigny.

### Sources et bibliographie
- Bernard Peugniez, Routier cistercien, Éditions Gaud, Moisenay, S. 342 - 343,  (ISBN 978-2-84080-044-6).
- Anne-Estelle Guitton, La Boissière, abbaye cistercienne en Baugeois, Les Cahiers du Baugeois, Numéro spécial, mai 1998.
- Célestin Port, Dictionnaire historique, géographique et biographique de Maine-et-Loire et de l'ancienne province d'Anjou : A-C, t. 1, Angers, H. Siraudeau et Cie, 1965, 2e éd. (BNF 33141105, lire en ligne)